# زنان در کره جنوبی
زنان کره جنوبی در سالهای اخیر پیشرفتهای چشمگیری را در مورد تغییرات اجتماعی تجربه کرده‌اند، در مقایسه با زمان‌های گذشته، وقتی که کنفوسیوسیسم عمیقاً بر فرهنگ کره‌ای حاکم بود در جامعه امروز، اقتصاد کره جنوبی به دلیل شهرنشینی، صنعتی شدن، اقتدارگرایی نظامی، اصلاحات دموکراتیک و آزادسازی اجتماعی از اواخر دهه ۱۹۶۰ به طرز چشمگیری بهبود یافته‌است؛ بنابراین، نقشهای جنسیتی و هویت جنسیتی و درنهایت مدرنیته تغییر یافته‌است. بیش از نیمی از زنان کره ای شاغل هستند و علاوه بر این، بیش از ۲۵٪ از زنان متأهل به عنوان کارگر تمام وقت اشتغال دارند. در سیاست، اگرچه تعداد سیاستمداران زن به اندازه سیاستمداران مرد وجود ندارد، اما سیاستمداران زن اخیراً بیشتر از گذشته مشارکت فعالانه خود را آغاز کرده‌اند. به عنوان مثال، در مجلس شورای ملی، زنان ۲۰ از ۲۹۹ کرسی را اشغال می‌کنند.
وضعیت زنان بسته به طبقه اجتماعی و استقلال مالی آنها متفاوت است. در کلانشهرها زنان به آموزش و پرورش دسترسی بیشتری دارند، به این معنی که آنها به عنوان خانه‌دار کمتر در خانه محدود می‌شوند. بیشتر زنان شاغل در مناطق شهری در صنایع ثالثی مانند بخش خدمات مشغول به کار هستند؛ بنابراین، به عنوان زنان طبقه کارگر، قدرت بیشتری در تصمیم‌گیری در درون خانواده خود دارند و از نظر اقتصادی مستقل تر هستند. از طرف دیگر، در مناطق روستایی، بیشتر زنان در یک صنعت اصلی مانند بخش کشاورزی مشغول به کار هستند. در حقیقت، آنها فرصت‌های تحصیلی و شغلی متنوعی ندارند.
وضعیت زنان به حدی رسیده‌است که می‌توان آن را از نظر تحصیلات، بهداشت و حقوق قانونی مساوی با موقعیت اجتماعی مردان دانست. با این حال، هنوز تعصبات سیاسی و اقتصادی زیادی علیه زنان وجود دارد. علاوه بر این، زنان کره ای در رابطه با نقش جنسیتی سفت و سخت همچنان با کلیشه‌های جنسیتی روبرو هستند. این کلیشه‌ها شامل زنانی است که در خانه به عنوان خانه‌دار در خانه اقامت می‌کنند و تابع مردان هستند، نفوذ و نقش کمتری در مشارکت سیاسی و اقتصادی و حرکات و موارد دیگر دارند.
زنان در کره جنوبی در نوع پوشش و انتخاب لباس محدود نیستند و بیشتر از سبک غربی پیروی می‌کنند.

## تاریخ
در جامعه سنتی کره، به زنان آموزش داده می‌شد که بدون آموزش رسمی پیشرفته یا آموزش اندکی به عنوان زیردست قرار گیرند. نقش آنها به عنوان خانه‌دار و مادران خوب در خانه محدود شده بود. وظایف آنها حفظ هماهنگی در خانه با اجتناب از درگیری‌های غیر ضروری بود. علاوه بر این، یک زن و شوهر متأهل با مراقبت از کل خانواده شوهرش از جمله والدین باید در خانه شوهر خود زندگی می‌کرد. از زنان انتظار می‌رفت فرزند به دنیا بیاورند و اگر فرزند آنها دختر می‌شد به دلیل تصور ترجیح دادن پسر به یک دختر، سرزنش می‌شدند. زنان مانند مردان نفوذ و نقشی نداشتند و در جامعه شرکت نمی‌کردند، درعوض از آنها انتظار می‌رفت که از همسر خود حمایت کنند.

## حقوق قانونی
امروزه، زنان کره جنوبی از تمام حقوقی که مردان در اختیار دارند برخوردار هستند. در سال ۱۹۴۸، زنان حق قانونی خود را برای رأی، رانندگی و مالکیت و ارث و دارایی به دست آوردند. به عنوان مثال، زنان کره ای به کلیه خدمات پزشکی و خدمات درمانی دسترسی دارند. طبق قانون ملی بیمه سلامت، کلیه شهروندان کره ای دارای بیمه سلامت ملی می‌شوند. کره جنوبی از ۱۹۸۰ تاکنون در راه خود برای اجرای برابری جنسیتی با تجدید نظر و تغییر هرگونه محتوای تبعیض آمیز در قوانین فعلی خود تلاش کرده‌است. در حقیقت، قانون اساسی کره جنوبی به هدف خود یعنی تضمین قوانین متنوع برابری جنسیتی در مدت زمان کوتاهی رسیده‌است.

## تحصیلات
در جامعه سنتی کره، زنان نمی‌توانستند به آموزش رسمی حتی به میزان سواد پایین دسترسی پیدا کنند. این تغییرات در اواخر قرن نوزدهم به اوایل قرن بیستم صورت گرفت که مبلغین مسیحی غربی با ایجاد مدارس مدرن برای دختران به کره جنوبی آمدند. در سال ۱۸۸۶، مبلغان متدیست یک مدرسه ابتدایی پیدا کردند. در سال ۱۹۴۵، این مدرسه ابتدایی جایگاه خود را به عنوان دانشگاه به دست آورد، که اکنون به نام دانشگاه زنان اوهو خوانده می‌شود. دانشگاه اوهو هنوز به عنوان معتبرترین دانشگاه زنان کره جنوبی شناخته می‌شود. به همین ترتیب تعداد بسیاری از مدارس دخترانه تأسیس شده‌است. در دهه ۱۸۹۰ مدرسه دخترانه چونگسین و مدرسه دخترانه پهوهوا در سئول پایتخت کره مستقر شدند. تا سال ۱۹۸۷ در کره جنوبی حدود ده مؤسسه آموزش عالی مانند دانشکده‌ها، کالج‌ها و دانشگاه وجود داشت. در حقیقت، ثبت نام زنان برای آموزش عالی ۲۸٪ بود. در سال ۱۹۸۷، حدود ۲۶۲٫۵۰۰ دانش آموز دختر در آموزش عالی وجود داشتند. اگرچه تعداد بیشتری از زنان نسبت به گذشته به آموزش عالی دسترسی داشتند، در سال ۱۹۸۷ تنها ۱۶٪ از معلمان دانشگاه و کالج در اختیار زنان بود.

## جرم و فساد
روسپی گری در کره جنوبی غیرقانونی است، اما طبق یک تخمین، فاحشه خانه‌ها، کافه‌ها، سالن‌های ماساژ، دیسکوها و آنچه به عنوان آرایشگاه‌های «سبک تایوان» شناخته می‌شوند (یعنی کسانی که اغلب تعداد بیشتری از ماساژها را نسبت به آرایشگران استفاده می‌کنند) استخدام می‌کنند.
ابتدا در ژوئن سال ۲۰۱۳ متجاوز بودن زنان در قانون کره جنوبی ثبت گردید.
در سال ۲۰۱۵، اولین زن در کره جنوبی به تجاوز جنسی متهم شد.
این زن که تنها با نام خانوادگی خود جئون شناخته شده بود، همچنین اولین زنی بود که به جرم سوء استفاده جنسی از یک مرد دستگیر شد. همچنین کره جنوبی تجاوز به همسر را در سال ۲۰۱۳ ممنوع اعلام کرد.